# 塞尔南
塞尔南（法語：Cernans，法語發音：[sɛʁnɑ̃]）是法国汝拉省的一个市镇，属于隆斯勒索涅区。

## 地理
塞尔南（46°55'55"N, 5°55'54"E）面积5.51 平方千米，位于法国勃艮第-弗朗什-孔泰大區汝拉省，该省份为法国东部内陆省份，北起上索恩省，西北接科多尔省，西临索恩-卢瓦尔省，南至安省，东与杜省和瑞士接壤。
与塞尔南接壤的市镇（或旧市镇、城区）包括：热赖斯、阿贝热芒莱泰西、圣安娜、克吕西、杜尔农、萨兰莱班。

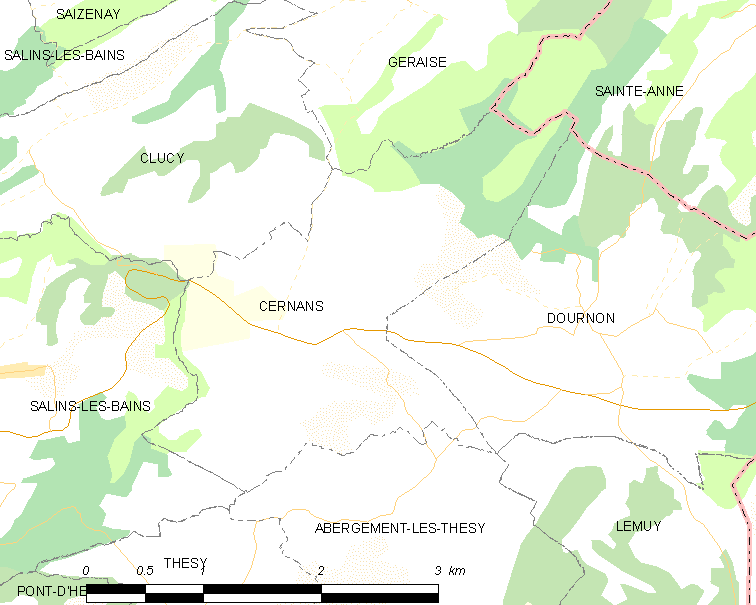
塞尔南的OSM定位图

塞尔南的时区为UTC+01:00、UTC+02:00（夏令时）。

## 行政
塞尔南的邮政编码为39110，INSEE市镇编码为39084。

## 政治
塞尔南所属的省级选区为阿尔布瓦县。

## 人口

1962-2008年间塞尔南人口变化图示

塞尔南于2022年1月1日时的人口数量为142人。